# Gadag (huyện)
Huyện Gadag là một huyện thuộc bang Karnataka, Ấn Độ. Thủ phủ huyện Gadag đóng ở Gadag. Huyện Gadag có diện tích 4651 ki lô mét vuông. Đến thời điểm năm 2001, huyện Gadag có dân số 971955 người.